# Slangenkruidbladroller
De slangenkruidbladroller (Lobesia abscisana) is een vlinder uit de familie bladrollers (Tortricidae). De tamelijk kleine mot is donkerder dan verwante soorten. De vlinder heeft een spanwijdte van 10–14 mm en komt voor in Europa.
De volwassen vlinders vliegen in mei en opnieuw in juli en augustus, met name bij schemering. In de nacht worden ze aangetrokken door licht. Ze eten voornamelijk slangenkruid (echium vulgare), anchusa officinalis, allium oleraceum, en andere planten. 
De wetenschappelijke naam is voor het eerst geldig gepubliceerd in 1849 door Edward Doubleday.